# Antonio Bruna
Antonio Bruna (Vercelli, 14 febbraio 1895 – Torino, 25 dicembre 1976) è stato un calciatore italiano, di ruolo difensore.

## Carriera
Terzino, Bruna iniziò a giocare nell'Omegna Calcio; vi rimase fino al 1919, anno in cui venne ingaggiato dalla Juventus.
Ha disputato sei stagioni consecutive con la Juventus dal 1919-1920 al 1924-1925, collezionando novantasette presenze ed un gol. Le sue condizioni fisiche precarie lo costrinsero ad un ritiro prematuro.
Vanta cinque presenze in Nazionale. Oltre ad un'amichevole nel maggio 1920 contro i Paesi Bassi, ha collezionato quattro presenze ai Giochi olimpici del 1920 di Anversa. Venne convocato anche per le Olimpiadi parigine del 1924, nelle quali, tuttavia, non disputò alcuna partita.
Un aneddoto riferisce che all'epoca in cui giocava, si trovava in difficoltà ad allenarsi a causa dell'impegno lavorativo presso la FIAT; il suo caporeparto non aveva intenzione di concedergli permessi per allenarsi e così Sandro Zambelli, dirigente juventino dell'epoca, si rivolse direttamente al fondatore dell'azienda Giovanni Agnelli. A seguito della risposta positiva del senatore, nacque l'idea di affidare la presidenza della società bianconera al figlio Edoardo: ciò avvenne il 24 luglio 1923.
È sepolto nel cimitero Parco di Torino

## Statistiche

### Presenze e reti nei club
| Stagione        | Squadra         | Campionato      | Campionato | Campionato |
| Stagione        | Squadra         | Comp            | Pres       | Reti       |
| --------------- | --------------- | --------------- | ---------- | ---------- |
| 1919-1920       | Juventus        | PC              | 21         | 0          |
| 1920-1921       | Juventus        | PC              | 10         | 0          |
| 1921-1922       | Juventus        | PD              | 17         | 1          |
| 1922-1923       | Juventus        | PD              | 22         | 0          |
| 1923-1924       | Juventus        | PD              | 20         | 0          |
| 1924-1925       | Juventus        | PD              | 7          | 0          |
| Totale carriera | Totale carriera | Totale carriera | 97         | 1          |

### Cronologia presenze e reti in nazionale
| Cronologia completa delle presenze e delle reti in nazionale ― Italia | Cronologia completa delle presenze e delle reti in nazionale ― Italia | Cronologia completa delle presenze e delle reti in nazionale ― Italia | Cronologia completa delle presenze e delle reti in nazionale ― Italia | Cronologia completa delle presenze e delle reti in nazionale ― Italia | Cronologia completa delle presenze e delle reti in nazionale ― Italia | Cronologia completa delle presenze e delle reti in nazionale ― Italia | Cronologia completa delle presenze e delle reti in nazionale ― Italia |
| Data                                                                  | Città                                                                 | In casa                                                               | Risultato                                                             | Ospiti                                                                | Competizione                                                          | Reti                                                                  | Note                                                                  |
| --------------------------------------------------------------------- | --------------------------------------------------------------------- | --------------------------------------------------------------------- | --------------------------------------------------------------------- | --------------------------------------------------------------------- | --------------------------------------------------------------------- | --------------------------------------------------------------------- | --------------------------------------------------------------------- |
| 13-5-1920                                                             | Genova                                                                | Italia                                                                | 1 – 1                                                                 | Paesi Bassi                                                           | Amichevole                                                            | -                                                                     |                                                                       |
| 28-8-1920                                                             | Gand                                                                  | Egitto                                                                | 1 – 2                                                                 | Italia                                                                | Olimpiadi 1920 - Qualificazione                                       | -                                                                     |                                                                       |
| 29-8-1920                                                             | Anversa                                                               | Francia                                                               | 3 – 1                                                                 | Italia                                                                | Olimpiadi 1920 - Quarti di finale                                     | -                                                                     |                                                                       |
| 31-8-1920                                                             | Anversa                                                               | Norvegia                                                              | 1 – 2                                                                 | Italia                                                                | Olimpiadi 1920 - Consolazione quarti di finale                        | -                                                                     |                                                                       |
| 2-9-1920                                                              | Anversa                                                               | Spagna                                                                | 2 – 0                                                                 | Italia                                                                | Olimpiadi 1920 - Consolazione semifinale                              | -                                                                     |                                                                       |
| Totale                                                                |                                                                       | Presenze                                                              | 5                                                                     |                                                                       | Reti                                                                  | 0                                                                     |                                                                       |